# Jann-Fiete Arp
Jann-Fiete Arp (sinh ngày 6 tháng 1 năm 2000) là một cầu thủ bóng đá người Đức thi đấu ở vị trí tiền đạo cho Bayern Munich.